# Bisdom Caltagirone
Het bisdom Caltagirone (Latijn: Dioecesis Calatayeronensis; Italiaans: Diocesi di Caltagirone) is een in Italië gelegen rooms-katholiek bisdom met zetel in de stad Caltagirone in de provincie Catania op het eiland Sicilië. Het bisdom behoort tot de kerkprovincie Catania en is, samen met het bisdom Acireale, suffragaan aan het aartsbisdom Catania.
Het bisdom werd opgericht op 12 september 1816. De eerste bisschop was Gaetano Trigona e Parisi.

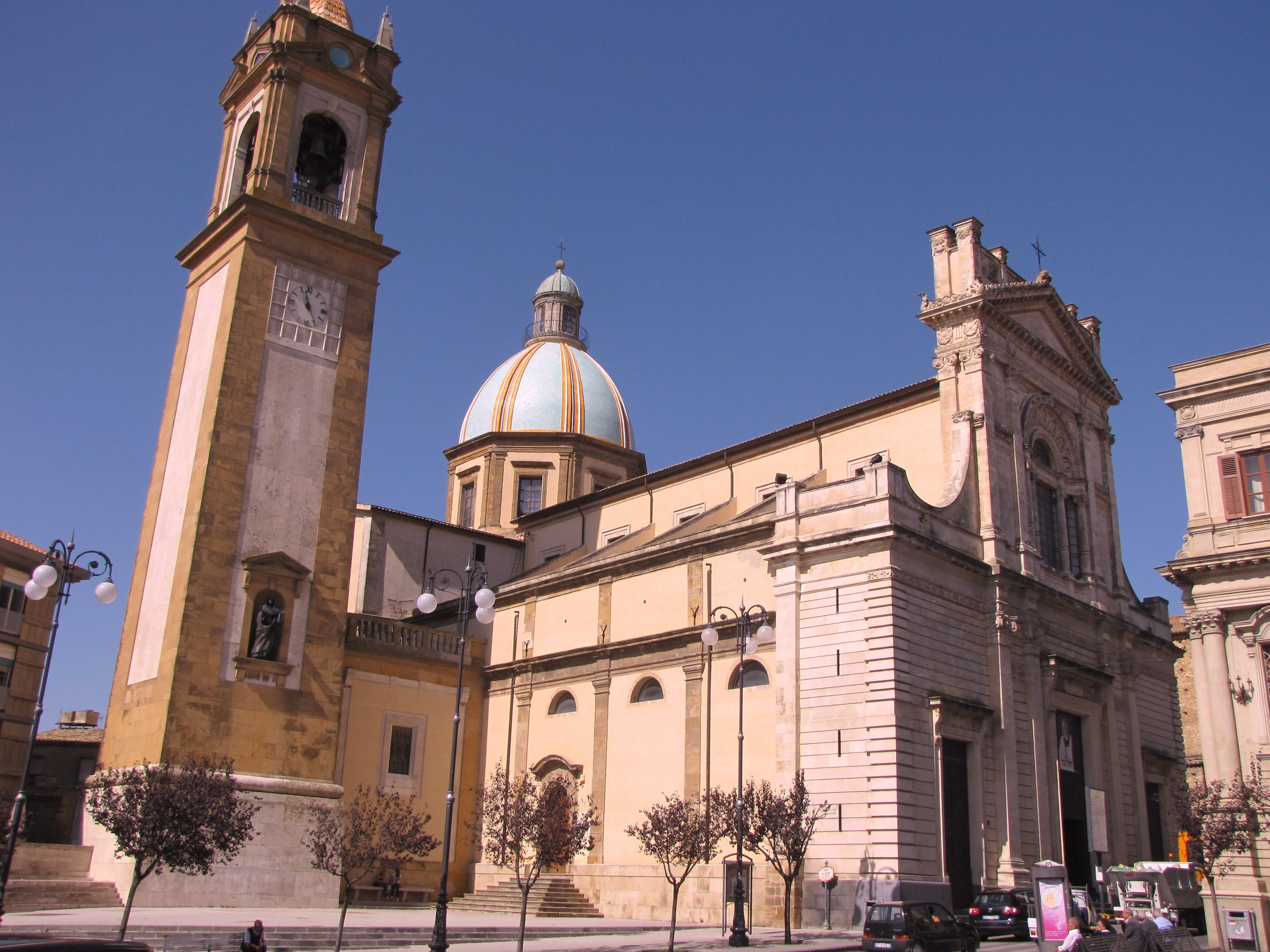
Kathedraal van Caltagirone